# Ephesia thalamos
Ephesia thalamos är en fjärilsart som beskrevs av Schultz 1909. Ephesia thalamos ingår i släktet Ephesia och familjen nattflyn. Inga underarter finns listade i Catalogue of Life.